# Sân vận động Emirates
Sân vận động Emirates (tiếng Anh: Emirates Stadium, được biết đến với tên gọi Ashburton Grove trước khi bán quyền đặt tên và có tên gọi là Sân vận động Arsenal trong các giải đấu của UEFA) là một sân vận động bóng đá ở Highbury, Luân Đôn, Anh. Đây là sân nhà của câu lạc bộ Arsenal. Với sức chứa 60.704 chỗ ngồi, Emirates là sân vận động bóng đá lớn thứ tư ở nước Anh sau Sân vận động Wembley, Old Trafford và Sân vận động Tottenham Hotspur.
Năm 1997, Arsenal đưa ra kế hoạch về khả năng chuyển đến một sân vận động mới sau khi đội bóng bị Hội đồng Islington từ chối cho phép quy hoạch mở rộng sân nhà của đội, Highbury. Sau khi xem xét các lựa chọn khác (bao gồm cả việc mua sân Wembley), câu lạc bộ đã mua lại một khu công nghiệp và xử lý chất thải ở khu Ashburton Grove vào năm 2000. Một năm sau, câu lạc bộ đã đạt được sự chấp thuận của Hội đồng trong việc xây dựng một sân vận động mới; HLV Arsène Wenger đã mô tả sự kiện trên là "quyết định lớn nhất trong lịch sử Arsenal" kể từ khi Hội đồng quản trị bổ nhiệm Herbert Chapman. Mặc dù công cuộc di chuyển đã bắt đầu từ năm 2002, nhưng những khó khăn về tài chính đã khiến công việc bị trì hoãn cho đến tháng 2 năm 2004. Sau đó Emirates đã được công bố là nhà tài trợ chính cho sân vận động. Toàn bộ dự án sân vận động được hoàn thành vào năm 2006 với chi phí 390 triệu bảng Anh. Sân vận động cũ của câu lạc bộ được tái phát triển thành Quảng trường Highbury, một khu chung cư.
Sân vận động đã trải qua quá trình "Arsenal hóa" từ năm 2009 nhằm mục đích khôi phục các di sản và lịch sử của Pháo thủ. Sân vận động đã tổ chức các trận đấu quốc tế và các buổi hòa nhạc.

## Lịch sử

### Xuất xứ

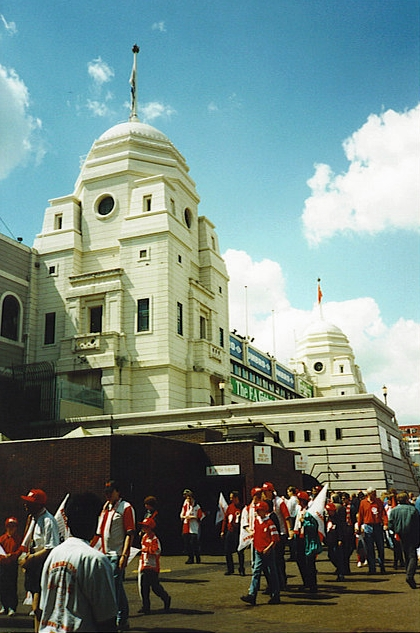
Sân vận động Wembley từng là một trong những lựa chọn mà Arsenal cân nhắc chuyển đến làm sân nhà mới của mình.

Để ngăn ngừa Thảm họa Hillsborough từng xảy ra vào tháng 4 năm 1989, một cuộc điều tra do Hội Chúa Taylor của Gosforth dẫn đầu đã được thực hiện nhằm đảm bảo an toàn cho những đám đông ở các sân vận động thể thao.